# Isidore Isou
Isidore Isou (născut Isidor Goldstein) (franceză: [izu]; n. 29 ianuarie 1925, Botoșani – d. 28 iulie 2007, Paris, Franța) a fost un poet, dramaturg, regizor și critic de film, romancier, economist și artist vizual francez, originar din România, care a trăit cea mai mare parte a vieții sale în Franța, în a doua jumătate a secolului al XX-lea. 
O figură importantă a avangardei artistice a mijlocului secolului al 20-lea, Isou este cunoscut în lumea filmului prin filmul său revoluționar artistic din 1951, Traité de Bave et d'Eternité, în timp ce scrieriile sale politice sunt considerate a fi o foarte precisă anticipare a evenimentelor din Franța, cunoscute, în expresia lor cea mai simplificată ca Mai 68.
O figură importantă a avangardei artistice Isou a fost fondatorul letrism-ului, o mișcare artistică și literară formalistă, inspirată mai ales din dadaism și suprarealism, care consideră că esența poeziei constă în simpla sonoritate a sunetelor, îmbinate eufonic mai mult sau mai puțin arbitrar.

## Biografie

### Viață timpurie
Isidor Goldstein s-a născut în 1925 într-o familie de evrei din Botoșani. În ciuda situației bune a familiei, care avea o situație materială foarte bună (tatăl său era un antrepenor de succes, specializat în deschiderea de restaurante în serie), viitorul Isou a abandonat școala la 15 ani, auto-educându-se acasă, citind enorm și practicând „meserii ciudate.” 

### Cariera literară
Cariera literară a început-o în 1944, în timpul celui de-Al Doilea Război Mondial, imediat după lovitura de stat de la 23 august 1944, a Regelui Mihai I, care intenționa ca România să se alăture Puterilor Aliate. Împreună cu viitorul psiholog Serge Moscovici, cei doi au fondat revista Da, care urma să fie închisă de autorități. Curând, devenind interesat în cauza zionistă va colabora cu A.L. Zissu la publicația zionistă „Mântuirea”.
După mai multe încercări nereușite de a obține o viză franceză în timpul războiului, a părăsit clandestin România, în august 1945, cu o valiză plină de manuscrise. Inițial ajuns în Italia, a primit ajutorul substanțial al poetului de avangardă Giuseppe Ungaretti. Acesta i-a dat o scrisoare de recomandare și introducere pentru scriitorul francez Jean Paulhan, folosind pseudonimul care îl va folosi de acum înainte cu mare succes  Isidore Isou . Scrisoarea de introducere și prezentare îi va facilita intrarea în lumea literară a unui Paris proaspăt eliberat, netezind drumul său literar și social.
În 1951, Isou a fost premiat la Festivalul de la Cannes, pentru un film realizat cu J.L. Barrault, Blaise Cendrars și Jean Cocteau, Traité de bave et d'éternité (Tratat despre noroi și eternitate). A susținut metoda peliculei cizelate și a cinematografiei discrepante (o ruptură de narativitate, coerență și simultaneitate între imaginea cinematografică și coloana sonoră). Filmul a influențat evoluția cinematografiei experimentale și pe regizorii francezi J.L. Godard și Alain Resnais.